# 앙헬리카 리베라
앙헬리카 리베라(스페인어: Angélica Rivera)는 멕시코의 가수, 모델, 텔레노벨라 배우이다. 전 남편인 엔리케 페냐 니에토가 제32대 멕시코 대통령에 당선되면서, 2012년 12월 1일부터 2018년 11월 30일까지 멕시코 영부인 직을 수행했으나 전 부인인 그녀는 2019년에 이혼을 하였다.

## 같이 보기
- 멕시코의 국가원수 목록
- 멕시코의 역사